# That's So Raven: Psychic on the Scene
That's So Raven: Psychic on the Scene é um jogo de 2006 do genero Point Click  baseado na série de TV As Visões da Raven. No jogo, Raven tem que parar o teatro Thompson de fechar. 

## Jogabilidade
O jogador tem que passar por muitos lugares durante a coleta de itens e conversando com personagens. A única maneira para o jogador para entrar certas áreas é fazendo mudanças com Raven em um disfarce. Há uma área de moda do jogo, onde o jogador pode alterar a forma como Raven olha em uma variedade de maneiras. Há uma pequena quantidade de mini-jogos

## Recepção
Common Sense Media, disse que o jogo está bem concebido e que tem alto valor de entretenimento, mas que o jogo pode ser muito fácil para algumas crianças. Matt Paddock do jogo Vortex disse que a única falha é a má gramática e conversa negativa.